# تشن فانغ
تشن فانغ هي لاعبة رماية صينية، ولدت في 19 أكتوبر 1983.

## وصلات خارجية
- تشن فانغ على موقع الاتحاد الدولي (الإنجليزية)
- تشن فانغ على موقع أوليمبيديا (الإنجليزية)
- تشن فانغ على موقع اللجنة الأولمبية الصينية (الإنجليزية)